# Crash Team Racing
A Crash Team Racing egy gokartversenyzős játék, amelyet a Naughty Dog fejlesztett és a Sony Computer Entertainment Europe adott ki PlayStationre. A játék először Észak-Amerikában 1999. szeptember 30-án, Európa szerte és Ausztráliában pedig ugyanezen év végén került a polcokra. Később újra kiadták a Sony Greatest Hits sorozatban 2000-ben és a Platinum sorozatban 2001. január 12-én, továbbá elérhetővé vált az európai PlayStation Store-ban 2007. október 18-án, majd a japánban 2008. június 11-én, végül az észak-amerikaiban 2010. augusztus 10-én.
A Crash Team Racing a negyedik tétel a Crash Bandicoot szériában. Ez az első Crash Bandicoot játék a versenyzés műfajában, és az utolsó Crash Bandicoot cím amelyet a Naughty Dog fejlesztett. A játék története egy kis létszámú csapat törekvésére fókuszál a Crash Bandicoot sorozat korábbi kiadásaiból, akiknek versenyezniük kell Nitros Oxidével, hogy megmentsék a bolygójukat a pusztulástól. A játékban a játékosok a tizenöt karakter közül egyet irányíthatnak, azonban kezdetben csak nyolc érhető el közülük. A versenyek során különféle fegyverek és a sebességet növelő tárgyak használhatóak fel, az előny megszerzéséért, valamint egy gombkombináció elsajátításával a játékos bármikor kedvére felgyorsíthatja a gokartja sebességét.
A Crash Team Racinget a kritikusok egyaránt dicsérték a játékmenetéért és a grafikájáért, bár a hangvilág vegyes értékeléseket kapott egyszínűségé miatt. Egy indirekt folytatás, a Crash Nitro Kart 2003-ban jelent meg a PlayStation 2, GameCube, Xbox, Game Boy Advance és N-Gage konzolokra.

## Játékmenet

### Szereplők
A szereplők a korábbi három játékból már megismert karakterek. Összesen tizenöt versenyző közül lehet választani, azonban ezek közül kezdetben csak nyolc érhető el. A maradék hét karakter a kalandozás kivételével minden más játékmódban elérhetővé válik. Közülük hatot a színes gyémánt kupák megnyerésével, egy további karaktert pedig csak kóddal lehet megnyitni. A tévhitekkel ellentétben a főellenség, Nitros Oxide az összes játékmód teljesítése esetén sem válik elérhetővé.
A vezetést nagyban befolyásolja az, hogy milyen adottságú karaktert választ a játékos. Például némelyikük végsebessége nagyobb mint a többieké, de ebből kifolyólag nehezebben tudják bevenni az élesebb kanyarokat mint lassabb társaik.

### Játékmódok
A Crash Team Racingben rengeteg játékmód áll rendelkezésre, köztük a történet végigjátszása, időmérő, azonnali versenyzés egyedül vagy akár többen is, és egy aréna ahol a játékosoknak egymást megsebesítve kell pontokat szerezniük a győzelemért.
Az időmérő kihívásainak teljesítésével elérhetővé válik egy évkönyv című videó, ami a fejlesztőcsapat négyéves munkáját foglalja össze, és Crash Bandicoot akkori népszerűségét mutatja be.